# 水島久光
水島 久光（みずしま ひさみつ、1961年 - ）は、日本の社会学者。専門は、メディア論、社会思想、情報記号論。
1984年3月慶應義塾大学経済学部卒。旭通信社（現ADK）でマーケティングを担当した後、「infoseek」の日本法人設立に参加。編成部長を務める。2001 年に「infoseek」退社後、（社）日本広告主協会（現　日本アドバタイザーズ協会）Web 広告研究会事務局を務めながら、東京大学 大学院学際情報学府で情報学を学ぶ。2003年4月に東海大学文学部広報メディア学科助教授、2008年4月からは教授（2008年4月～2009年3月　東京大学大学院情報学環客員研究員）。

## 著書

### 単書
- 『閉じつつ開かれる世界――メディア研究の方法序説』（勁草書房, 2004）
- 『テレビジョン・クライシス――視聴率・デジタル化・公共圏』（せりか書房, 2008）
- 『メディア分光器――ポスト・テレビからメディアの生態系へ』（発行：東海教育研究所  発売：東海大学出版部,2017）

### 共著
- （西兼志）『窓あるいは鏡――ネオTV的日常生活批判』（慶應義塾大学出版会, 2008）